# Sweden (Maine)
Sweden es un pueblo ubicado en el condado de Oxford en el estado estadounidense de Maine. En el Censo de 2010 tenía una población de 391 habitantes y una densidad poblacional de 5,08 personas por km².

## Geografía
Sweden se encuentra ubicado en las coordenadas 44°7′18″N 70°48′17″O / 44.12167, -70.80472. Según la Oficina del Censo de los Estados Unidos, Sweden tiene una superficie total de 77.03 km², de la cual 74.65 km² corresponden a tierra firme y (3.09%) 2.38 km² es agua.

## Demografía
Según el censo de 2010, había 391 personas residiendo en Sweden. La densidad de población era de 5,08 hab./km². De los 391 habitantes, Sweden estaba compuesto por el 95.91% blancos, el 0.26% eran afroamericanos, el 0.51% eran amerindios, el 0.26% eran asiáticos, el 0% eran isleños del Pacífico, el 0.26% eran de otras razas y el 2.81% pertenecían a dos o más razas. Del total de la población el 0.77% eran hispanos o latinos de cualquier raza.